# 長崎県立長崎工業高等学校
長崎県立長崎工業高等学校（ながさきけんりつ ながさきこうぎょうこうとうがっこう, 英: Nagasaki Prefectural Nagasaki Technical High School）は、長崎県長崎市岩屋町に所在する公立の工業高等学校。略称は「長工」（ちょうこう）。

## 概要
設置課程・学科
全日制課程 8学科（学年制）
- 機械科（M）
- 機械システム科（P） - 造船コース（旧 造船科）・電子機械コース （旧 電子機械科）
- 電気科（E）
- 工業化学科（C）
- 建築科（A）
- インテリア科（I）（旧 工芸科、木材工芸科）
- 電子工学科（D）
- 情報技術科（J）

定時制課程 2学科（夜間部、学年制、修業年限4年）
- 工業技術科 - 機械コース・電気コース
- 建築科

校訓
「技術の真髄をつかめ」
校章
羽を広げる「鶴」を背景に、「工」の文字に「高」の文字（俗字体のはしご高）を重ねている。鶴は「長崎港」がその形状から別名「鶴の港」と呼ばれることから、長崎の象徴として使われることが多く、複数の学校で、校名や校章の中に鶴が使われている。
校歌
作詞は福田清人（児童文学作家）、作曲 は沖不可止による。歌詞は3番まである。
旧校歌
長崎県立長崎工業学校
作曲は寺崎良平による。歌詞は3番まであり、各番とも「あゝ健児 長崎工業」で終わる。歌詞は長崎工業同窓会ウェブサイト（#外部リンクを参考）で閲覧できる。
制服
全日制課程には制服があり、男子は濃紺の学生服（学ラン）、女子は紺のブレザー、ネクタイ（夏服はセーラー服）。またジャージおよび科称の色は学年（入学年度）によって異なり、赤・緑・青の3色がある。なお定時制課程に制服はない。
同窓会
「長崎工業高等学校同窓会」と称しており、関東・関西・北九州・大村に支部を置いている。

## 沿革
旧制・工業学校時代
- 1937年（昭和12年）4月29日 - 長崎市丸尾町水産試験場内元水産講習所（現長崎県立長崎鶴洋高等学校）跡を仮校舎に「長崎県立長崎工業学校」が開校。
- 1940年（昭和15年）4月1日 - 長崎市上野町（現長崎南山中学校・高等学校校地）に校舎を新築し、移転。
- 1942年（昭和17年）11月10日 - 長崎工業学校教諭 中原千秋が新しい一等星を発見[要出典]。
- 1945年（昭和20年）
  - 8月9日 - 原子爆弾により全校舎焼失。校長以下教職員29名・生徒192名が死亡。行方不明6名。
  - 10月1日 - 大村市杭出津町の第21海軍航空廠工員養成所跡地に仮校舎を設置。[5]

新制・工業高等学校
- 1948年（昭和23年）4月1日 - 学制改革に伴い、「長崎県立長崎工業高等学校」（現校名）と改称。
  - 設置学科 - 全日制課程6学科（機械科、造船科、電気科、工業化学科、建築科、木材工芸科）
- 1949年（昭和24年）
  - 4月 - 新入生が長崎市立長崎商業高等学校校舎（油木町）一部を借用して授業を開始。
  - 5月20日 - 定時制課程を設置。
    - 設置課程 - 定時制3学科（機械科、電気科、工業化学科）
- 1950年（昭和25年）
  - 1月 - 全学年が長崎大学医学部の病棟を借用して授業を開始。
  - 2月11日 - 長崎復帰祝賀祭を挙行。
- 1952年（昭和27年）
  - 8月30日 - 元三菱精機跡（長崎市家野町100番地、現長崎大学工学部）に校舎建築、第1期工事完工、移転。
  - 10月25日 - 校舎落成式を挙行。
- 1958年（昭和33年）4月1日 - 全日制課程に電子工学科を増設。
- 1963年（昭和38年）4月1日 - 全日制課程、電子工学科1学級増設し、募集を行う。定時制課程、電子工学科・建築科を増設。
- 1966年（昭和41年）4月1日 - 全日制課程、木材工芸科を工芸科と改称。
- 1971年（昭和46年）
  - 3月20日 - 長崎大学工学部校地拡張のため、現在の岩屋町41番地22号に校舎を新築し、全面移転。
  - 8月9日 - 南山中学・高校正門玄関前（上野町）に、県立長崎工業学校原爆殉難者慰霊碑「弔魂碑」が完成し、入魂式を挙行。
- 1972年（昭和47年）4月1日 - 全日制課程、電子工学科1学級の募集を停止し、情報技術科1学級を新設。
- 1973年（昭和48年）4月1日 - 全日制課程、工芸科をインテリア科と改称。
- 1979年（昭和54年）3月31日 - 定時制課程、工業化学科と電子工学科の募集を停止。
- 1982年（昭和57年）3月31日 - 定時制課程、工業化学科と電子工学科を閉科。
- 1985年（昭和60年）3月18日 - 情報技術科の実習棟を増築。
- 1987年（昭和62年）
  - 3月30日 - セミナーハウス（研修施設）「工和館」が完成。
  - 11月1日 - 記念会館が完成。創立50周年記念式典を挙行。校訓碑を設置。

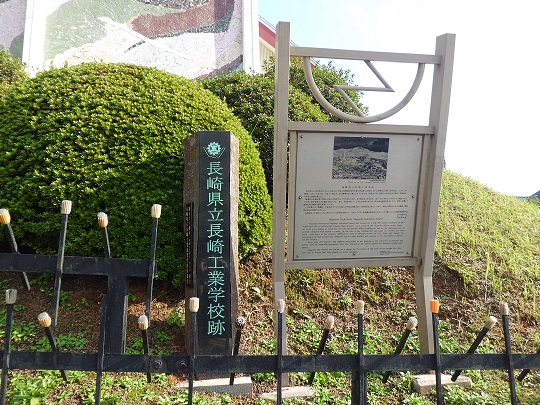
長崎県立長崎工業学校跡の碑
（長崎市上野町 長崎南山中学校・高等学校）

- 1992年（平成4年）4月1日 - 全日制課程、機械科1学級の募集を停止し、電子機械科1学級を新設。
- 1994年（平成6年）3月28日 - 電子機械科実習棟・家庭科室が完成。
- 1997年（平成9年）11月1日 - 創立60周年記念式典を挙行。
- 2004年（平成16年）
  - 3月27日 - 校内LAN整備が完成。
  - 4月1日 - 全日制課程、電子機械科（1学級）と造船科（1学級）の募集を停止し、機械システム科を1学級新設。
- 2006年（平成18年）3月31日 - 電子機械科・造船科を閉科し、機械システム科（造船コース、電子機械コース）として継承。
- 2007年（平成19年）11月4日 - 創立70周年記念式典を挙行。
  - 創立記念事業の一環として、旧校地（上野町、現南山校地）にあった長崎工業学校の原爆犠牲者弔魂碑を現校地に移設。
- 2008年（平成20年）- 南山校地に「長崎県立長崎工業学校跡」の碑を建立。
- 2017年（平成29年）11月4日 - 創立80周年記念式典を挙行。

## 学校行事

### 全日制課程
1学期
- 4月 - 始業式、入学式、対面式
- 5月 - 科別歓迎会、生徒総会、育友会（PTA）総会、1学期中間考査
- 6月 - 県高総体、県ものづくりコンテスト
- 7月 - 校内競技大会（球技大会）、1学期期末考査、終業式
- 8月 - 平和学習（9日 長崎原爆の日）、オープンスクール、部活動合宿、海外研修

2学期
- 9月 - 始業式、地域清掃
- 10月 - 2学期中間考査、体育祭
- 11月 - 芸術鑑賞会、文化祭、工業展
- 12月 - 2学期期末考査、2学年インターンシップ（職業体験）、生徒会役員選挙、終業式

3学期
- 1月 - 始業式、3学年学年末考査
- 2月 - 前期入学検査、学年末考査、課題研究発表会、2学年修学旅行、同窓会入会式
- 3月 - 卒業式、後期入学検査、校内競技大会（球技大会）、終業式（修了式）

### 定時制課程
1学期
- 4月 - 入学式、始業式、歓迎遠足
- 5月 - 1学期中間考査、育友会（PTA）総会、生徒総会、4年三者面談
- 6月 - 県定通体育大会[6]、校内生活体験発表大会、県ものづくりコンテスト
- 7月 - 期末考査、校内競技大会、地域清掃、終業式
- 8月 - 平和学習（9日 長崎原爆の日）

2学期
- 9月 - 始業式、生徒会役員選挙、二輪車安全運転講習会[7]、県定通生活体験発表大会
- 10月 - 中間考査
- 11月 - 防災避難訓練
- 12月 - 期末考査、交通安全教育、校内競技大会、文化鑑賞会、終業式

3学期
- 1月 - 始業式、修学旅行、課題研究発表会
- 2月 - 予餞会[8]、学年末考査、消費生活センター出前講座、同窓会入会式
- 3月 - 卒業式、校内競技大会、百人一首大会、終業式（修了式）

## 部活動

### 全日制課程
運動部
- 陸上部
- 水泳部
- 水球部
- 柔道部
- 野球部
- サッカー部
- ラグビー部
- バレーボール部
- バスケットボール部
- ソフトテニス部
- 卓球部
- 剣道部
- ハンドボール部
- バドミントン部
- フェンシング部
- 女子ヨット部
- 筋トレ[9]愛好会

技術部
- 工業技術部
- 機械工作部
- 電気通信部
- 建築研究部
- ロボット研究部
- デザイン同好会

文化部
- 新聞部（学校新聞 「工業っ子」）
- 吹奏楽部
- 美術部
- 英語部
- 放送部
- 科学部
- 写真部
- JRC同好会（Junior Red Cross）
- ギター同好会
- 囲碁将棋同好会
- 茶道同好会

### 定時制課程
運動部
- バレーボール部
- バスケットボール部
- バドミントン部
- 卓球部
- 軟式野球部
- 柔道部
- 陸上競技同好会

文化部
- JRC同好会

## 著名な出身者
- 岩谷テンホー（漫画家）
- 加藤隆行（元プロ野球選手）
- 福山雅治（歌手・俳優・ラジオパーソナリティ・写真家）
- 山口仙二（反核平和運動家）

## その他
- 全日制課程では、8つの学科をアルファベット1文字であらわしている。
  - M - 機械科（Mechanics）
  - P - 機械システム科（Production System）
  - E - 電気科（Electricity）
  - C - 工業化学科 （Industrial Chemistry）
  - A - 建築科（Architecture）
  - I - インテリア科（Interior）
  - D - 電子工学科（Electronics, ローマ字のDenshiから）
  - J - 情報技術科（Information Technology, ローマ字のJohoから）

- 国家資格の基本情報技術者試験（FE）の午前科目免除制度の認定校となっている[10][11]。

## アクセス
最寄駅
- JR九州長崎本線（長与支線）「道ノ尾駅」から徒歩で約12分。

最寄バス停留所
- 長崎バス1番系統「道の尾停留所」から徒歩で約10分。
- 長崎バス2番系統虹が丘行き「工業高校前停留所」から徒歩で1分。

## 周辺
- 長崎市立岩屋中学校
- 長崎市立虹が丘小学校
- 虹ヶ丘病院
- 道ノ尾病院